# KNVB Beker 1997/98
De 80ste editie van de KNVB Beker (destijds formeel Amstel-Cup genoemd) kende Ajax als winnaar. Het was de dertiende keer dat de club de beker in ontvangst nam. In de finale werd PSV met 5-0 verslagen.

## Voorronde
| Datum       | Wedstrijd                 | Uitslag       | Scoreverloop |
| ----------- | ------------------------- | ------------- | --- |
| 31 mei 1997 | Achilles Veen – Capelle   | 1 – 3 ( – )   | |
| 31 mei 1997 | ACV – Scheveningen        | 0 – 3 (0 – 2) | 30' Frans Danen 0-1, 42' Frans Danen 0-2, 80' Albert Spaans 0-3                                                    |
| 31 mei 1997 | AFC – Noordwijk           | 0 – 2 (0 – 2) | 1' André de Ridder 0-1, 6' Patrick van de Gronde 0-2                                                               |
| 31 mei 1997 | Urk – WSC                 | 1 – 2 (0 – 0) | 62' Norbert Rebsch 0-1, 72' Klaas Wakker 0-2, 86' Jacco Laros 1-2                                                  |
| 31 mei 1997 | Zwart Wit '28 – Quick '20 | 0 – 0 n.v.    | Quick '20 wint na strafschoppen                                                                                    |
| 1 juni 1997 | SC Feyenoord – Panningen  | 4 – 1 (1 – 1) | 18' Pascal Bosschaart 1-0, 23' Thijs Doensen 1-1, 79' Michel Spierings 2-1, 81' Ton Stam 3-1, 90' Ronaldo Mars 4-1 |
| 1 juni 1997 | TSC – De Treffers         | 1 – 4 ( – )   | |

## Groepsfase
De groepsfase vond plaats tussen 12 augustus en 7 september 1997. Er werd gespeeld in een halve competitie. In dertien groepen kwamen 54 teams uit die in totaal 86 wedstrijden speelden. 26 teams bekerden door.

### Groep 1
| Datum            | Wedstrijd                            | Uitslag        | Scoreverloop |
| ---------------- | ------------------------------------ | -------------- | --- |
| 12 augustus 1997 | Drachtster Boys – VVOG               | 1 – 1 (1 – 0)  | 10' Gijs Mank 1-0, 65' Marijn Zegers 1-1 |
| 12 augustus 1997 | sc Heerenveen – Cambuur Leeuwarden   | 2 – 1 (1 – 1)  | 34' Ruud van Nistelrooy 1-0, 42' Harry van der Laan 1-1, 79' Florin Constantinovici 2-1 |
| 16 augustus 1997 | Cambuur Leeuwarden – Drachtster Boys | 3 – 0 (0 – 0)  | 55' Frank Berghuis (pen) 1-0, 72' Sandor van der Heide 2-0, 89' Sandor van der Heide 3-0 |
| 16 augustus 1997 | VVOG – sc Heerenveen                 | 1 – 10 (1 – 3) | 2' Henk van Steeg 1-0, 6' Florin Constantinovici 1-1, 12' Jeffrey Talan 1-2, 40' Ali El Khattabi 1-3, 50' Emmanuel Ebiede 1-4, 59' Jeffrey Talan 1-5, 67' Dumitru Mitriță 1-6, 76' Jeffrey Talan 1-7, 84' Roberto Straal 1-8, 90' Emmanuel Ebiede 1-9, 90' Emmanuel Ebiede 1-10 |
| 27 augustus 1997 | Drachtster Boys – sc Heerenveen      | 0 – 7 (0 – 6)  | 9' Mugur Radu Gușatu 0-1, 13' Mugur Radu Gușatu 0-2, 17' Ali El Khattabi 0-3, 19' Johan Hansma 0-4, 33' Florin Constantinovici 0-5, 37' Ali El Khattabi 0-6, 90' Jan de Visser 0-7                                                                                              |
| 27 augustus 1997 | VVOG – Cambuur Leeuwarden            | 0 – 2 (0 – 1)  | 33' Harry van der Laan 0-1, 88' Harry van der Laan 0-2 |

### Groep 2
| Datum            | Wedstrijd                       | Uitslag       | Scoreverloop |
| ---------------- | ------------------------------- | ------------- | --- |
| 12 augustus 1997 | De Graafschap – SC Heracles '74 | 0 – 2 (0 – 1) | 10' Jorg Smeets 0-1, 54' Folkert Velten 0-2 |
| 12 augustus 1997 | HSC '21 – Babberich             | 1 – 5 (0 – 3) | 15' Steven Douwe van der Krap 0-1, 31' Stefan Jansen 0-2, 38' Marino Pusic 0-3, 52' Stefan Jansen 0-4, 69' Michael Dikken 1-4, 74' Stefan Jansen 0-5 |
| 16 augustus 1997 | Babberich – De Graafschap       | 0 – 3 (0 – 1) | 29' Eric Viscaal 0-1, 81' Eric Viscaal 0-2, 88' Raymond Victoria 0-3                                                                                 |
| 16 augustus 1997 | SC Heracles '74 – HSC '21       | 2 – 0 (1 – 0) | 10' Jorg Smeets (pen) 1-0, 55' Jorg Smeets 2-0 |
| 27 augustus 1997 | Babberich – SC Heracles '74     | 2 – 2 (1 – 1) | 5' Alex Burns 0-1, 28' Stefan Jansen 1-1, 81' Folkert Velten 1-2, 90' Stefan Jansen 2-2                                                              |
| 27 augustus 1997 | HSC '21 – De Graafschap         | 0 – 5 (0 – 1) | 1' Raymond Victoria 0-1, 53' Frank Lukassen 0-2, 55' Erwin Mossel (e.d.) 0-3, 57' Dennis Gerritsen 0-4, 64' Frank Lukassen 0-5                       |

### Groep 3
| Datum            | Wedstrijd              | Uitslag       | Scoreverloop |
| ---------------- | ---------------------- | ------------- | --- |
| 12 augustus 1997 | SC Feyenoord – Capelle | 1 – 2 (0 – 1) | 13' Arno van der Horst 0-1, 55' Niels Rooder 0-2, 77' Sander Rijnsdijk 1-2 |
| 12 augustus 1997 | TOP Oss – NAC          | 0 – 1 (0 – 0) | 82' Geert Brusselers 0-1 |
| 16 augustus 1997 | Capelle – TOP Oss      | 1 – 4 (0 – 2) | 14' Yuri Cornelisse (pen) 0-1, 43' Jay Driessen 0-2, 64' Yuri Cornelisse 0-3, 72' Berry Arends 0-4, 90' Ron Valk (pen) 1-4                                                              |
| 16 augustus 1997 | NAC – SC Feyenoord     | 3 – 1 (2 – 1) | 7' Richard van Schijndel 0-1, 26' John Feskens 1-1, 44' Earnest Stewart 2-1, 75' Artsjil Arveladze 3-1                                                                                  |
| 27 augustus 1997 | Capelle – NAC          | 2 – 5 (0 – 3) | 23' Artsjil Arveladze 0-1, 27' Artsjil Arveladze 0-2, 33' Richard Roelofsen 0-3, 51' Arne van Gelder 1-3, 58' Artsjil Arveladze 1-4, 84' Richard Roelofsen 1-5, 86' Arne van Gelder 2-5 |
| 27 augustus 1997 | SC Feyenoord – TOP Oss | 1 – 4 (0 – 2) | 15' Ruben Jordan 0-1, 25' Yuri Cornelisse 0-2, 60' Dave Kastelijn 1-2, 75' Berry Arends 1-3, 89' Jan Lorsé 1-4                                                                          |

### Groep 4
| Datum            | Wedstrijd                    | Uitslag       | Scoreverloop                                                                                           |
| ---------------- | ---------------------------- | ------------- | --- |
| 12 augustus 1997 | FC Groningen – BV Veendam    | 1 – 1 (0 – 0) | 54' Joop Gall (pen) 0-1, 75' Sergio Ommel 1-1                                                          |
| 12 augustus 1997 | Quick '20 – SC Genemuiden    | 1 – 1 (0 – 0) | 46' Pascal Cohen 0-1, 66' Bob Kemna 1-1                                                                |
| 16 augustus 1997 | SC Genemuiden – FC Groningen | 0 – 4 (0 – 3) | 15' Patrick Ax 0-1, 18' Patrick Ax 0-2, 31' Magno Mocelin 0-3, 90' Erwin Koeman 0-4                    |
| 16 augustus 1997 | BV Veendam – Quick '20       | 3 – 1 (2 – 1) | 28' Joop Gall (pen) 1-0, 29' Detleff Lassche 1-1, 30' Michiel Adams 2-1, 74' Arafath Heuvel 3-1        |
| 27 augustus 1997 | SC Genemuiden – BV Veendam   | 1 – 2 (1 – 0) | 38' Edwin Duim 1-0, 52' Michiel Adams 1-1, 69' Bert Zuurman 1-2                                        |
| 27 augustus 1997 | Quick '20 – FC Groningen     | 1 – 3 (1 – 2) | 7' Joris Tulp 1-0, 38' Harris Huizingh 1-1, 45' Barry van Iersel (e.d.) 1-2, 60' Ivar van Dinteren 1-3 |

### Groep 5
| Datum            | Wedstrijd                        | Uitslag       | Scoreverloop |
| ---------------- | -------------------------------- | ------------- | --- |
| 12 augustus 1997 | PSV 2 – BVV/Verachtert           | 3 – 1 (2 – 1) | 16' Tom van der Leegte 1-0, 36' Pjotr Matijs 2-0, 43' Bouazzaoui 2-1, 89' Ismail Ayaz (pen) 3-1                                                                                                   |
| 12 augustus 1997 | VVV – Fortuna Sittard            | 0 – 2 (0 – 0) | 73' Michael Jeffrey 0-1, 75' Patrick Paauwe 0-2 |
| 16 augustus 1997 | BVV/Verachtert – VVV             | 2 – 1 (1 – 0) | 38' Roel Wagenaar 1-0, 68' Winston Bakboord 1-1, 70' Roel Wagenaar 2-1 |
| 16 augustus 1997 | Fortuna Sittard – PSV 2          | 8 – 0 (3 – 0) | 10' Michael Jeffrey 1-0, 11' Michael Jeffrey 2-0, 34' Mark Burke 3-0, 51' Michael Jeffrey 4-0, 58' Robert Roest (pen) 5-0, 78' Ronald Hamming 6-0, 80' Ronald Hamming 7-0, 88' Ronald Hamming 8-0 |
| 27 augustus 1997 | BVV/Verachtert – Fortuna Sittard | 0 – 3 (0 – 0) | 46' Edwin Hermans 0-1, 67' Michael Jeffrey 0-2, 79' Michael Jeffrey 0-3 |
| 27 augustus 1997 | PSV 2 – VVV                      | 3 – 1 (2 – 0) | 14' Ismail Ayaz 1-0, 18' Rob Wielaert 2-0, 56' Francisco Cláudio Oliveira Pereira 3-0, 75' Michael Evans 3-1                                                                                      |

### Groep 6
| Datum            | Wedstrijd                       | Uitslag       | Scoreverloop |
| ---------------- | ------------------------------- | ------------- | --- |
| 12 augustus 1997 | ADO Den Haag – Excelsior        | 2 – 0 (2 – 0) | 9' Marco Meijer 1-0, 12' Maurice Steijn 2-0 |
| 12 augustus 1997 | Sparta Rotterdam – Scheveningen | 9 – 2 (1 – 2) | 4' Ron de Jager 0-1, 37' Ron de Jager 0-2, 40' Mourad Mghizrat 1-2, 51' Arjan van der Laan 2-2, 53' Alfons Groenendijk 3-2, 55' John den Dunnen 4-2, 75' Dennis de Nooijer 5-2, 79' Alfons Groenendijk 6-2, 83' Dennis de Nooijer 7-2, 85' Jimmy Simons 8-2, 90' Jerry Smith 9-2 |
| 16 augustus 1997 | Scheveningen – Excelsior        | 1 – 9 (0 – 4) | 16' Chaly Jones 0-1, 20' Arjan Magielse 0-2, 35' Chaly Jones 0-3, 43' Chaly Jones 0-4, 50' Miroslav Stefanović 0-5, 63' Ellery Cairo 0-6, 72' Miroslav Stefanović 0-7, 75' Arjan Magielse 0-8, 84' John Blok 1-8, 90' Fernando Pascale 1-9                                       |
| 16 augustus 1997 | Sparta Rotterdam – ADO Den Haag | 0 – 1 (0 – 1) | 8' Dennis Iliohan 0-1 |
| 27 augustus 1997 | ADO Den Haag – Scheveningen     | 6 – 1 (3 – 1) | 23' Barry de Vreede 1-0, 29' Marcel Karlas 2-0, 35' Dirk Heesen (pen) 3-0, 38' Ron de Jager 3-1, 59' Oscar Laguna Burgos 4-1, 65' Marcel Karlas 5-1, 81' Oscar Laguna Burgos 6-1                                                                                                 |
| 27 augustus 1997 | Excelsior – Sparta Rotterdam    | 0 – 4 (0 – 1) | 25' Maikel Renfurm 0-1, 60' Arjan van der Laan 0-2, 84' Maikel Renfurm 0-3, 86' Reginaldo de Santana 0-4 |

### Groep 7
| Datum            | Wedstrijd                  | Uitslag       | Scoreverloop |
| ---------------- | -------------------------- | ------------- | --- |
| 12 augustus 1997 | Dordrecht '90 – FC Utrecht | 2 – 0 (1 – 0) | 6' Rodney Elliot 1-0, 69' Jermaine Sandvliet 2-0 |
| 12 augustus 1997 | Noordwijk – Katwijk        | 1 – 3 (0 – 0) | 55' Marco de Ridder 0-1, 63' Marco de Ridder 0-2, 65' Albert de Haan 0-3, 85' Patrick van Dam 1-3 |
| 16 augustus 1997 | Haarlem 2 – Dordrecht '90  | 2 – 2 (0 – 2) | 1' Jermaine Sandvliet 0-1, 8' Rick Hoogendorp 0-2, 53' Martijn Gootjes 1-2, 90' Gidon Reinders Folmer 2-2 |
| 16 augustus 1997 | FC Utrecht – Katwijk       | 5 – 4 (3 – 3) | 16' Hans Zwaan 0-1, 23' Dries Boussatta 1-1, 30' Michael Mols 2-1, 35' Rob Witschge (pen) 3-1, 38' Marco de Ridder 3-2, 39' Peter van Duijn 3-3, 55' Rob Witschge 4-3, 56' Hans Zwaan 4-4, 58' Rob Witschge 5-4 |
| 27 augustus 1997 | Dordrecht '90 – Noordwijk  | 4 – 1 (1 – 1) | 16' Dirk-Jan Derksen 1-0, 22' Hein van Heek 1-1, 65' Eric van de Merwe 2-1, 69' Eric van de Merwe 3-1, 81' Peter van der Veen 4-1                                                                               |
| 27 augustus 1997 | FC Utrecht – Haarlem 2     | 5 – 1 (2 – 0) | 17' Frank Weijers (e.d.) 1-0, 40' Harry Decheiver 2-0, 48' Gidon Reinders Folmer 2-1, 59' Harry Decheiver 3-1, 60' Harry Decheiver 4-1, 71' Ferdino Hernandez 5-1                                               |
| 2 september 1997 | Haarlem 2 – Noordwijk      | 1 – 2 (1 – 1) | 13' Martijn Gootjes 1-0, 20' Patrick van de Gronde 1-1, 75' Patrick van Dam 1-2 |
| 2 september 1997 | Katwijk – Dordrecht '90    | 2 – 0 (1 – 0) | 7' Hans van der Plas 1-0, 70' Hans Zwaan 2-0 |
| 6 september 1997 | Katwijk – Haarlem 2        | 2 – 0 (1 – 0) | 5' Hans Zwaan 1-0, 79' Marcus Keane 2-0 |
| 6 september 1997 | Noordwijk – FC Utrecht     | 3 – 1 (1 – 0) | 25' Wim de Jong 1-0, 55' Patrick Scheurwater 2-0, 70' Reinier Robbemond 2-1, 75' Patrick Scheurwater 3-1 |

### Groep 8
| Datum            | Wedstrijd                     | Uitslag       | Scoreverloop |
| ---------------- | ----------------------------- | ------------- | --- |
| 12 augustus 1997 | Go Ahead Eagles – FC Volendam | 6 – 1 (4 – 1) | 7' Jan Michels 1-0, 18' Geert Braem 2-0, 21' Victor Sikora 3-0, 35' John Stegeman 4-0, 45' Mark de Vries 4-1, 64' Geert Braem 5-1, 70' Jochem de Weerdt 6-1 |
| 12 augustus 1997 | FC Lisse – Telstar            | 0 – 1 (0 – 1) | 10' Bobby Schoonens 0-1 |
| 16 augustus 1997 | FC Lisse – FC Volendam        | 1 – 2 (0 – 2) | 3' Dennis Schulp (pen) 0-1, 35' Mark de Vries 0-2, 63' Jerrel Linger 1-2                                                                                    |
| 16 augustus 1997 | Telstar – Go Ahead Eagles     | 4 – 2 (2 – 1) | 19' Raoul Henar 1-0, 32' Jochem de Weerdt 1-1, 37' Maurice Ligeon 2-1, 52' Bram Marbus 2-2, 53' Ronny van Es 3-2, 63' Ronny van Es 4-2                      |
| 27 augustus 1997 | Go Ahead Eagles – FC Lisse    | 2 – 3 (2 – 2) | 4' Marcel Muhlack 1-0, 13' Remco van Bemmel 1-1, 37' Erik Tammer 2-1, 45' Remco van Bemmel 2-2, 87' Murat Böke 2-3                                          |
| 27 augustus 1997 | FC Volendam – Telstar         | 2 – 0 (0 – 0) | 74' Dejan Govedarica 1-0, 76' Dennis Schulp 2-0 |

### Groep 9
| Datum            | Wedstrijd             | Uitslag       | Scoreverloop |
| ---------------- | --------------------- | ------------- | --- |
| 12 augustus 1997 | Eindhoven – Willem II | 2 – 5 (2 – 0) | 20' Steve Van der Borght (pen) 1-0, 30' Roland Vroomans 2-0, 54' Jatto Ceesay 2-1, 57' Jatto Ceesay 2-2, 67' Marco Heering 2-3, 74' Clyde Wijnhard 2-4, 90' Marino Promes 2-5 |
| 12 augustus 1997 | RBC – SHO             | 1 – 1 (1 – 1) | 4' Martijn van Galen 1-0, 28' Jan Klippel 1-1 |
| 16 augustus 1997 | RBC – Eindhoven       | 1 – 3 (0 – 0) | 66' Raul Woudstra 1-0, 80' Rafael Losada 1-1, 82' Kurt Thysbaert 1-2, 87' Toto Da Costa Santos 1-3                                                                            |
| 16 augustus 1997 | SHO – Willem II       | 3 – 2 (0 – 2) | 4' Clyde Wijnhard 0-1, 45' Clyde Wijnhard 0-2, 60' Glenn Brown 1-2, 69' Roy van Duppen (pen) 2-2, 76' Glenn Brown 3-2                                                         |
| 27 augustus 1997 | SHO – Eindhoven       | 0 – 2 (0 – 0) | 46' Richard van Gils 0-1, 86' Jan Martens 0-2 |
| 27 augustus 1997 | Willem II – RBC       | 3 – 1 (3 – 0) | 18' Clyde Wijnhard 1-0, 23' Joonas Kolkka 2-0, 45' Bert Konterman 3-0, 87' Martijn van Galen 3-1                                                                              |

### Groep 10
| Datum            | Wedstrijd                   | Uitslag       | Scoreverloop |
| ---------------- | --------------------------- | ------------- | --- |
| 12 augustus 1997 | RKC Waalwijk – WSC          | 7 – 0 (5 – 0) | 20' Hans van Arum 1-0, 24' Anders Nielsen 2-0, 35' Carlos van Wanrooy 3-0, 40' John Lammers 4-0, 42' Patrick van Diemen 5-0, 48' John Lammers 6-0, 73' John Lammers 7-0 |
| 12 augustus 1997 | FC Utrecht 2 – FC Den Bosch | 3 – 9 (1 – 4) | 7' Thijs Waterink 0-1, 17' Thijs Waterink 0-2, 20' Thijs Waterink 0-3, 35' Wouter Kos (pen) 1-3, 40' Gerrie Schaap 1-4, 50' Fred van der Hoorn (e.d.) 2-4, 55' Stefan Haaksman 3-4, 60' Anthony Lurling 3-5, 65' Anthony Lurling 3-6, 70' Anthony Lurling 3-7, 75' Anthony Lurling 3-8, 86' Anthony Lurling 3-9 |
| 16 augustus 1997 | FC Den Bosch – WSC          | 4 – 1 (0 – 0) | 50' Giuseppe Canale 1-0, 64' Copal 1-1, 66' Thijs Waterink 2-1, 79' Anthony Lurling 2-1, 85' Fred van der Hoorn 3-1 |
| 16 augustus 1997 | RKC Waalwijk – FC Utrecht 2 | 6 – 1 (2 – 0) | 15' Hans van Arum 1-0, 17' Hans van Arum 2-0, 50' Anders Nielsen 3-0, 58' Dennis Rommedahl 4-0, 79' John Lammers 5-0, 80' Dennis Scharrenburg 5-1, 84' Hans van Arum 6-1 |
| 27 augustus 1997 | FC Den Bosch – RKC Waalwijk | 0 – 3 (0 – 1) | 39' Darije Kalezić 0-1, 55' Carlos van Wanrooy 0-2, 68' Fred van der Hoorn (e.d.) 0-3 |
| 27 augustus 1997 | WSC – FC Utrecht 2          | 4 – 1 (2 – 0) | 7' Wim Snels 1-0, 17' Christian Bruurmijn 2-0, 48' Christian Bruurmijn 3-0, 75' Wim Snels 4-0, 85' Straeter 4-1 |

### Groep 11
| Datum            | Wedstrijd            | Uitslag       | Scoreverloop |
| ---------------- | -------------------- | ------------- | --- |
| 12 augustus 1997 | N.E.C. – Emmen       | 0 – 2 (0 – 0) | 67' Dick Kooijman 0-1, 84' Michel van Oostrum 0-2 |
| 12 augustus 1997 | De Treffers – GVVV   | 2 – 1 (0 – 0) | 50' Rob Jilisen 1-0, 87' Bart Broeder 1-1, 89' Camiel Jager 2-1 |
| 16 augustus 1997 | Emmen – De Treffers  | 4 – 0 (0 – 0) | 49' René Grummel 1-0, 17' Rik Platvoet 2-0, 83' Michel van Oostrum 3-0, 90' Michel van Oostrum 4-0                                                                                        |
| 16 augustus 1997 | GVVV – N.E.C.        | 0 – 8 (0 – 2) | 11' Oleg Poutilo 0-1, 30' Marcel Koning 0-2, 47' Marcel Koning 0-3, 52' Emiel van Eijkeren 0-4, 69' Oleg Poutilo 0-5, 76' Marcel Koning 0-6, 81' Marcel Koning 0-7, 87' Oleg Poutilo 0-8  |
| 27 augustus 1997 | GVVV – Emmen         | 1 – 7 (0 – 1) | 31' Michel van Oostrum 0-1, 46' Erwin Leurink 0-2, 55' Bart Broeder 1-2, 72' Etienne Barmentloo 1-3, 77' Martin Drent 1-4, 79' Alfons Arts 1-5, 86' Peter Uneken 1-6, 90' Alfons Arts 1-7 |
| 27 augustus 1997 | De Treffers – N.E.C. | 0 – 4 (0 – 2) | 31' Krzysztof Bociek 0-1, 44' Anton Janssen 0-2, 60' Marcel Koning 0-3, 69' Marcel Koning 0-4                                                                                             |

### Groep 12
| Datum            | Wedstrijd                 | Uitslag       | Scoreverloop |
| ---------------- | ------------------------- | ------------- | --- |
| 9 augustus 1997  | Baronie – EHC/Norad       | 1 – 4 (0 – 2) | 9' Rachid Sraizi 0-1, 22' Ton Schutte 0-2, 57' Dalm 0-3, 60' Jaspers 1-3, 80' Quadvlieg 1-4                                                                                     |
| 12 augustus 1997 | Helmond Sport – MVV       | 1 – 1 (1 – 0) | 8' Peter Hofstede 1-0, 73' Wilfred Bouma 1-1 |
| 16 augustus 1997 | Helmond Sport – EHC/Norad | 5 – 2 (2 – 1) | 20' Hans Spronck (pen) 0-1, 24' Hans Vincent 1-1, 37' Hans Vincent (pen) 2-1, 47' Bouarfa Yahiaoui 3-1, 76' Reno Walraven 3-2, 77' Peter Hofstede 4-2, 78' Bouarfa Yahiaoui 5-2 |
| 16 augustus 1997 | MVV – Baronie             | 3 – 0 (1 – 0) | 16' Yvo Joordens 1-0, 54' Wasiu Taiwo 2-0, 90' Marc Nygaard 3-0 |
| 27 augustus 1997 | Baronie – Helmond Sport   | 0 – 7 (0 – 4) | 5' Jurgen Streppel 0-1, 9' Jurgen Streppel 0-2, 32' Hans Vincent 0-3, 44' Peter Hofstede 0-4, 46' Bouarfa Yahiaoui 0-5, 77' Peter Hofstede 0-6, 82' David Koulengani 0-7        |
| 27 augustus 1997 | EHC/Norad – MVV           | 0 – 3 (0 – 0) | 62' Mark Luijpers 0-1, 64' Marc Nygaard 0-2, 90' Wilfred Bouma 0-3 |

### Groep 13
| Datum            | Wedstrijd             | Uitslag       | Scoreverloop |
| ---------------- | --------------------- | ------------- | --- |
| 12 augustus 1997 | AZ – FC Zwolle        | 6 – 0 (4 – 0) | 17' Michel Langerak 1-0, 27' Max Huiberts 2-0, 35' Michel Langerak 3-0, 45' Robert van der Weert 4-0, 54' Robert van der Weert 5-0, 71' Michel Doesburg 6-0     |
| 12 augustus 1997 | Haarlem – AFC '34     | 3 – 0 (2 – 0) | 8' Junas Naciri 1-0, 28' Raymond Graanoogst 2-0, 77' Kenneth Goudmijn 3-0                                                                                       |
| 16 augustus 1997 | Hollandia – AZ        | 1 – 4 (0 – 3) | 10' Max Huiberts 0-1, 28' Michel Langerak 0-2, 43' Michael Buskermolen 0-3, 64' Marco Daman 1-3, 86' Max Huiberts 1-4                                           |
| 16 augustus 1997 | FC Zwolle – Haarlem   | 3 – 3 (0 – 2) | 2' Carlos Hasselbaink 0-1, 39' Raymond Graanoogst 0-2, 52' Jan Bruin 1-2, 62' Martin Reijnders 2-2, 85' Kenneth Goudmijn 2-3, 90' Jan Bruin 3-3                 |
| 27 augustus 1997 | AFC '34 – Hollandia   | 0 – 0         | |
| 27 augustus 1997 | Haarlem – AZ          | 0 – 2 (0 – 1) | 24' Robert van der Weert 0-1, 87' Frank Amankwah 0-2 |
| 2 september 1997 | AZ – AFC '34          | 1 – 2 (0 – 1) | 5' Mustafa Talha (e.d.) 0-1, 76' Max Huiberts 1-1, 90' Stanley van Kesteren 1-2                                                                                 |
| 2 september 1997 | FC Zwolle – Hollandia | 5 – 2 (2 – 0) | 6' Jan Bruin 1-0, 26' Claus Boekweg (pen) 2-0, 50' Glenn Zeelig 2-1, 70' Marco Roelofsen 3-1, 73' Jan Bruin 4-1, 85' Mo Zaoudi 4-2, 90' Claus Boekweg (pen) 5-2 |
| 7 september 1997 | AFC '34 – FC Zwolle   | 2 – 2 (2 – 1) | 2' John Oosterink 1-0, 30' John Klaver 2-0, 40' Sami Ristilä 2-1, 51' Gerald van den Belt 2-2                                                                   |
| 7 september 1997 | Hollandia – Haarlem   | 4 – 1 (2 – 0) | 16 Mo Zaoudi 1-0, 33' Jacco Rijkhoff 2-0, 67' Glenn Zeelig 3-0, 85' Jacco Rijkhoff 4-0, 89' Michiel van de Broek (pen) 4-1                                      |

## Knock-outfase

### Tweede ronde
Ajax, Feyenoord, PSV, Roda JC, FC Twente en Vitesse stroomden deze ronde het toernooi in.
| Datum            | Wedstrijd                          | Uitslag                      | Scoreverloop |
| ---------------- | ---------------------------------- | ---------------------------- | --- |
| 8 november 1997  | De Graafschap – Willem II          | 2 – 3 (0 – 0)                | 61' Eric Viscaal 1-0 75' Marco Heering 1-1, 79' Marco Heering 1-2, 86' Eric Viscaal (pen) 2-2, 88' Huub Loeffen 2-3                                                                                  |
| 12 november 1997 | Feyenoord – TOP Oss                | 2 – 0 (1 – 0)                | 24' Julio Ricardo Cruz 1-0, 74' Julio Ricardo Cruz 2-0 |
| 12 november 1997 | Helmond Sport – Cambuur Leeuwarden | 2 – 2 n.v. (2 – 2) (2 – 1)   | 4' Hans Vincent 1-0, 16' Harry van der Laan 1-1, 45' Leon Kantelberg 2-1, 50' Peter de Roo 2-2 Helmond Sport wint na strafschoppen                                                                   |
| 12 november 1997 | NAC – Katwijk                      | 5 – 1 (1 – 0)                | 11' Richard Roelofsen 1-0, 51' Richard Roelofsen 2-0, 73' Geert Brusselers 3-0, 78' Earnest Stewart 4-0, 80' Jan Gaasbeek 5-0, 82' Marcus Keane 5-1                                                  |
| 18 november 1997 | PSV 2 – Telstar                    | 3 – 4 (0 – 2)                | 14' Nacer Abdellah 0-1, 16' Michel Kruijer 0-2, 56' Francisco Cláudio Oliveira Pereira 1-2, 58' Raimundo Mendes 1-3 65' Ilja van Leerdam 2-3, 89' Dennis de Bruin 2-4, 90' Godwin Attram 3-4         |
| 18 november 1997 | Roda JC – BV Veendam               | 1 – 0 (0 – 0)                | 71' Maarten Schops 1-0 |
| 19 november 1997 | AFC '34 – Fortuna Sittard          | 1 – 2 (1 – 0)                | 1' John Klaver (pen) 1-0, 61' Patrick Paauwe 1-1, 76' Ronald Hamming 1-2 |
| 19 november 1997 | Ajax – MVV                         | 6 – 0 (0 – 0)                | 48' Dean Gorré 1-0, 55' Dean Gorré 2-0, 60' Dean Gorré 3-0, 63' Sjota Arveladze 4-0, 68' Frank de Boer 5-0, 84' Dean Gorré 6-0                                                                       |
| 19 november 1997 | FC Den Bosch – AZ                  | 2 – 1 n.s.d. (1 – 1) (1 – 0) | 37' Anthony Lurling 1-0, 90' Michel Langerak 1-1, 119' Udo Busby 2-1 |
| 19 november 1997 | Dordrecht '90 – FC Groningen       | 1 – 4 (1 – 3)                | 3' Toine Rorije 0-1, 10' Toine Rorije 0-2, 12' Dirk-Jan Derksen 1-2, 22' Mathias Rosén 1-3, 47' Mathias Rosén 1-4                                                                                    |
| 19 november 1997 | sc Heerenveen – Eindhoven          | 6 – 1 (1 – 1)                | 25' Jan de Visser (pen) 1-0, 26' Richard van Gils 1-1, 58' Florin Constantinovici 2-1, 63' Radoslav Samardžić 3-1, 67' Radoslav Samardžić 4-1, 81' Radoslav Samardžić 5-1, 83' Mugur Radu Gușatu 6-1 |
| 19 november 1997 | N.E.C. – ADO Den Haag              | 2 – 1 (1 – 0)                | 26' Emiel van Eijkeren 1-0, 52' Pim Langeveld 1-1, 75' Marcel Koning 2-1 |
| 19 november 1997 | PSV – Emmen                        | 4 – 0 (2 – 0)                | 25' Luc Nilis 1-0, 39' Phillip Cocu 2-0, 62' Luc Nilis 3-0, 87' Luc Nilis 4-0 |
| 19 november 1997 | RKC Waalwijk – Vitesse             | 0 – 1 (0 – 0)                | 54' Willem Korsten 0-1 |
| 19 november 1997 | Sparta Rotterdam – FC Twente       | 1 – 2 n.s.d. (0 – 0) (1 – 1) | 56' Jan van Halst 0-1, 90' John Nieuwenburg 1-1, 105' Ansar Ajoepov 1-2 |
| 19 november 1997 | FC Volendam – SC Heracles '74      | 2 – 2 n.v. (2 – 2) (1 – 1)   | 5' René Nijhuis 0-1, 9' Marcel Valk 1-1, 47' Kenan Durmuşoğlu 1-2, 88' Johan Steur (pen) 2-2 SC Heracles '74 wint na strafschoppen                                                                   |

## Achtste finales
| Datum            | Wedstrijd                 | Uitslag                      | Scoreverloop |
| ---------------- | ------------------------- | ---------------------------- | --- |
| 4 februari 1998  | SC Heracles '74 – Vitesse | 1 – 3 (1 – 2)                | 18' Nikos Machlas (pen) 0-1, 41' Dejan Čurović 0-2, 45' Kenan Durmuşoğlu (pen) 1-2, 64' Dejan Čurović 1-3           |
| 4 februari 1998  | NAC – Helmond Sport       | 5 – 0 (2 – 0)                | 16' John Feskens 1-0, 36' John Feskens 2-0, 50' Nebojša Gudelj 3-0, 56' Geert Brusselers 4-0, 85' Noh Jung-Yoon 5-0 |
| 10 februari 1998 | Telstar – Fortuna Sittard | 0 – 1 n.s.d.                 | 105' Ronald Hamming 0-1                                                                                             |
| 10 februari 1998 | FC Twente – Willem II     | 1 – 0 (0 – 0)                | 56' Antti Sumiala 1-0                                                                                               |
| 11 februari 1998 | Ajax – Roda JC            | 5 – 0 (3 – 0)                | 6' Dean Gorré 1-0, 9' Andrzej Rudy 2-0, 11' Sjota Arveladze 3-0, 52' Dean Gorré 4-0, 83' Sjota Arveladze 5-0        |
| 11 februari 1998 | Feyenoord – FC Groningen  | 2 – 0 (1 – 0)                | 1' Henk Vos 1-0, 70' Jean-Paul van Gastel (pen) 2-0                                                                 |
| 11 februari 1998 | N.E.C. – sc Heerenveen    | 1 – 3 (1 – 1)                | 31' Emiel van Eijkeren 1-0, 45' Boudewijn Pahlplatz 1-1, 48' Mugur Radu Gușatu 1-2, 83' Ruud van Nistelrooy 1-3     |
| 4 maart 1998     | FC Den Bosch – PSV        | 1 – 2 n.s.d. (1 – 1) (0 – 1) | 16' Peter Møller 0-1, 72' Theo Lucius 1-1, 101' Francisco Cláudio Oliveira Pereira 1-2                              |

## Kwartfinales
| Datum         | Wedstrijd                       | Uitslag       | Scoreverloop                                                                               |
| ------------- | ------------------------------- | ------------- | ------------------------------------------------------------------------------------------ |
| 11 maart 1998 | Ajax – NAC                      | 2 – 1 (2 – 0) | 28' Frank de Boer (pen) 1-0, 41' Dean Gorré 2-0, 63' Rade Bogdanović 2-1                   |
| 11 maart 1998 | FC Twente – Vitesse             | 3 – 1 (3 – 1) | 19' Rico Steinmann 1-0, 34' John Bosman 2-0, 43' Nikos Machlas 2-1, 45' Chris De Witte 3-1 |
| 12 maart 1998 | PSV – Feyenoord                 | 4 – 0 (3 – 0) | 9' Peter Møller 1-0, 22' André Ooijer 2-0, 41' Peter Møller 3-0, 50' Dmitri Chochlov 4-0   |
| 31 maart 1998 | sc Heerenveen – Fortuna Sittard | 3 – 0 (1 – 0) | 18' Mugur Radu Gușatu 1-0, 82' Jeffrey Talan 2-0, 87' Jeffrey Talan 3-0                    |

## Halve finales
| Datum         | Wedstrijd            | Uitslag       | Scoreverloop                                                               |
| ------------- | -------------------- | ------------- | -------------------------------------------------------------------------- |
| 29 april 1998 | PSV – FC Twente      | 2 – 1 (0 – 0) | 51' Jaap Stam (e.d.) 0-1, 74' Phillip Cocu 1-1, 85' Phillip Cocu (pen) 2-1 |
| 7 mei 1998    | Ajax – sc Heerenveen | 3 – 0 (1 – 0) | 39' Jari Litmanen 1-0, 56' Sjota Arveladze 2-0, 65' Danny Blind 3-0        |

## Verliezersfinale
De verliezersfinale was nodig omdat finalisten Ajax en PSV beiden geplaatst waren voor de Champions League. sc Heerenveen plaatste zich als winnaar van de verliezersfinale voor de Europacup II 1998/99.
| Datum                         | Wedstrijd                 | Uitslag       | Scoreverloop                                                                                       |
| ----------------------------- | ------------------------- | ------------- | -------------------------------------------------------------------------------------------------- |
| 14 mei 1998 Terrein FC Zwolle | sc Heerenveen – FC Twente | 3 – 1 (0 – 1) | 43' John Bosman 0-1, 55' Ruud van Nistelrooy 1-1, 85' Max Houttuin 2-1, 90' Radoslav Samardžić 3-1 |

## Finale
|                                     |                                                                       |               |     |                                                                             |
| 17 mei 1998 18:00 Finale KNVB Beker | Ajax                                                                  | 5 – 0 (2 – 0) | PSV | Stadion Feijenoord, Rotterdam Toeschouwers: 23.400 Scheidsrechter: Dick Jol |
| 17 mei 1998 18:00 Finale KNVB Beker | Tijjani Babangida 24' Jari Litmanen 38', 60', 82' Sjota Arveladze 77' |               |     | Stadion Feijenoord, Rotterdam Toeschouwers: 23.400 Scheidsrechter: Dick Jol |

| Ajax | PSV |

| Ajax:          |    |                   |            |
|                |    |                   |            |
| DM             | 1  | Edwin van der Sar | 84'        |
| RB             | 18 | Andrzej Rudy      |            |
| CB             | 3  | Danny Blind       |            |
| CB             | 15 | Sunday Oliseh     |            |
| LB             | 4  | Frank de Boer     |            |
| CM             | 6  | Ronald de Boer    |            |
| CM             | 10 | Jari Litmanen     |            |
| CM             | 8  | Richard Witschge  | Kreeg geel |
| RV             | 7  | Tijjani Babangida |            |
| SP             | 24 | Sjota Arveladze   | 87'        |
| LV             | 11 | Michael Laudrup   | 70'        |
| Wisselspelers: |    |                   |            |
| AV             | 22 | Peter Hoekstra    | 70'        |
| DM             | 12 | Fred Grim         | 84'        |
| AV             | 17 | Benedict McCarthy | 87'        |
| Trainer:       |    |                   |            |
| Morten Olsen   |    |                   |            |

| PSV:           |    |                  |            |
|                |    |                  |            |
| DM             | 23 | Ronald Waterreus |            |
| RB             | 2  | André Ooijer     | –', 75'    |
| CB             | 3  | Jaap Stam        |            |
| CB             | 18 | Igor Demo        |            |
| LB             | 5  | Arthur Numan     | Kreeg geel |
| CM             | 24 | Ovidiu Stîngă    | 70'        |
| CM             | 6  | Wim Jonk         |            |
| CM             | 8  | Phillip Cocu     |            |
| RV             | 9  | Gilles De Bilde  | 70'        |
| SP             | 10 | Luc Nilis        | 83'        |
| LV             | 11 | Boudewijn Zenden |            |
| Wisselspelers: |    |                  |            |
| MV             | 19 | Tomasz Iwan      | 70'        |
| AV             | 12 | Arnold Bruggink  | 70'        |
| AV             | 15 | Marc Degryse     | 83'        |
| Trainer:       |    |                  |            |
| Dick Advocaat  |    |                  |            |

| KNVB Beker 1997/98 |
| ------------------ |
| Ajax 13e titel     |